# Найкращі бомбардири чемпіонату України з футболу
Найкращі бомбардири чемпіонату України з футболу — список найкращих бомбардирів Прем'єр-ліги (до 2008 року – Вищої ліги), починаючи з першого сезону, тобто з 1992 року. Найкращим бомбардиром стає гравець, який забив найбільше м'ячів у чемпіонаті України.
Найуспішнішими футболістами є Максим Шацьких, Євген Селезньов, Жуніор Мораес і Артем Довбик, які ставали найкращими бомбардирами по 2 рази. Найуспішнішим клубом, який більше за інших делегував кращих бомбардирів, є донецький «Шахтар», гравці якого ставали кращими 11 разів.

## Список футболістів
| Сезон   | Футболіст          | Країна      | Клуб                     | Голи |
| ------- | ------------------ | ----------- | ------------------------ | ---- |
| 1992    | Юрій Гудименко     | Україна     | Таврія (Сімферополь)     | 12   |
| 1992/93 | Сергій Гусєв       | Україна     | Чорноморець (Одеса)      | 17   |
| 1993/94 | Тимерлан Гусейнов  | Україна     | Чорноморець (Одеса)      | 18   |
| 1994/95 | Арсен Аваков       | Таджикистан | Торпедо (Запоріжжя)      | 21   |
| 1995/96 | Тимерлан Гусейнов  | Україна     | Чорноморець (Одеса)      | 20   |
| 1996/97 | Олег Матвєєв       | Україна     | Шахтар (Донецьк)         | 21   |
| 1997/98 | Сергій Ребров      | Україна     | Динамо (Київ)            | 22   |
| 1998/99 | Андрій Шевченко    | Україна     | Динамо (Київ)            | 18   |
| 1999/00 | Максим Шацьких     | Узбекистан  | Динамо (Київ)            | 20   |
| 2000/01 | Андрій Воробей     | Україна     | Шахтар (Донецьк)         | 21   |
| 2001/02 | Сергій Шищенко     | Україна     | Металург (Донецьк)       | 12   |
| 2002/03 | Максим Шацьких     | Узбекистан  | Динамо (Київ)            | 22   |
| 2003/04 | Георгій Деметрадзе | Грузія      | Металург (Донецьк)       | 18   |
| 2004/05 | Олександр Косирін  | Україна     | Чорноморець (Одеса)      | 14   |
| 2005/06 | Брандау            | Бразилія    | Шахтар (Донецьк)         | 15   |
| 2005/06 | Еммануель Окодува  | Нігерія     | Арсенал (Київ)           | 15   |
| 2006/07 | Олександр Гладкий  | Україна     | Харків                   | 13   |
| 2007/08 | Марко Девич        | Сербія      | Металіст (Харків)        | 19   |
| 2008/09 | Олександр Ковпак   | Україна     | Таврія (Сімферополь)     | 17   |
| 2009/10 | Артем Мілевський   | Україна     | Динамо (Київ)            | 17   |
| 2010/11 | Євген Селезньов    | Україна     | Дніпро (Дніпропетровськ) | 17   |
| 2011/12 | Євген Селезньов    | Україна     | Шахтар (Донецьк)         | 14   |
| 2011/12 | Майкон             | Бразилія    | Волинь (Луцьк)           | 14   |
| 2012/13 | Генріх Мхітарян    | Вірменія    | Шахтар (Донецьк)         | 25   |
| 2013/14 | Луїс Адріану       | Бразилія    | Шахтар (Донецьк)         | 20   |
| 2014/15 | Алекс Тейшейра     | Бразилія    | Шахтар (Донецьк)         | 17   |
| 2014/15 | Ерік Бікфалві      | Румунія     | Волинь (Луцьк)           | 17   |
| 2015/16 | Алекс Тейшейра     | Бразилія    | Шахтар (Донецьк)         | 22   |
| 2016/17 | Андрій Ярмоленко   | Україна     | Динамо (Київ)            | 15   |
| 2017/18 | Факундо Феррейра   | Аргентина   | Шахтар (Донецьк)         | 21   |
| 2018/19 | Жуніор Мораес      | Україна     | Шахтар (Донецьк)         | 19   |
| 2019/20 | Жуніор Мораес      | Україна     | Шахтар (Донецьк)         | 20   |
| 2020/21 | Владислав Кулач    | Україна     | Ворскла (Полтава)        | 15   |
| 2021/22 | Артем Довбик       | Україна     | Дніпро-1 (Дніпро)        | 14   |
| 2022/23 | Артем Довбик       | Україна     | Дніпро-1 (Дніпро)        | 24   |
| 2023/24 | Владислав Ванат    | Україна     | Динамо (Київ)            | 14   |
| 2024/25 | Владислав Ванат    | Україна     | Динамо (Київ)            | 17   |